# Goodlow
Goodlow város az USA Texas államában, Navarro megyében. Lakosainak száma 178 fő (2020. április 1.).

## Népesség
A település népességének változása:

| 2010 | 200 |
| 2020 | 178 |